# Scandal: Bí mật thảm đỏ
Scandal: Bí mật thảm đỏ là bộ phim tâm lý, ly kỳ kinh dị Việt Nam của đạo diễn Việt kiều Victor Vũ thực hiện, phim được khởi chiếu ra rạp vào ngày 12 tháng 10 năm 2012.
Bộ phim Scandal nêu lên những scandal thường được nghe kể trong làng giải trí showbiz Việt Nam như chơi bùa ngải để hại nhau, tung clip sex lên mạng, người đẹp bán dâm giá nghìn đô, tố nhau trên mặt báo,... nhưng lại được đan xen và ráp nối vào phim một cách khéo léo.

## Nội dung
Ý Linh là một nữ diễn viên kiêm người mẫu nổi tiếng trong giới showbiz, được rất nhiều đàn ông để ý. Cô thường được đạo diễn Lê Hùng mời đóng vai chính của phim. Không lâu sau, cô lên xe hoa với đại gia Hoàng Kiệt và sự nghiệp lên như diều gặp gió. Cùng thời điểm, một ca sĩ xinh đẹp khác tên Trà My đố kỵ với thành công của Linh nên đã quyến rũ Kiệt, khiến anh ngoại tình và bỏ rơi Ý Linh. Trong đau khổ, Linh bịa chuyện My dùng bùa ngải cướp chồng mình lên mặt báo, tuy nhiên My cố nhịn và giữ im lặng, đồng thời cô càng nổi tiếng và được Hùng mời đóng nhiều phim ăn khách. Về phần Kiệt, do vung tiền cho My, không lo làm ăn nên sự nghiệp tuột dốc, khiến anh phá sản và tự tử. Căn biệt thự của vợ chồng Linh bị niêm phong, cô đành ra thuê nhà trong một chung cư cũ kỹ. Thỉnh thoảng, cô ghé thăm nhà người bạn tên Hương và chồng Hương là Đại, 2 người là diễn viên sân khấu kịch nói.
Một năm sau, đạo diễn Hùng mời Linh trở lại showbiz với vai chính bộ phim sắp tới. Trong những ngày diễn tập, Linh liên tục gặp ảo giác rùng rợn làm cô phát điên và hỏng nhiều show diễn. Nhà sản xuất phim là Thiện giới thiệu cho Linh một thầy phù thủy. Bà thầy nói với Linh rằng cô đã bị My yểm bùa hãm hại. Thiện xúi giục Linh tố My trên báo lần nữa, Linh làm theo khiến My vô cùng tức giận. My quyết không bỏ qua nữa và trả đũa bằng cách gọi nhà báo Vinh đến, đưa ông video bán dâm của Linh trước khi nổi tiếng (để trả nợ cho cha mẹ) và bảo ông đăng lên mạng bêu rếu.
Nhìn clip sex của mình bị phát tán, ký ức Linh tái hiện cảnh Kiệt phát hiện quá khứ đen tối nên đã chán ghét cô. Thì ra, khách hàng của Linh lần đó chính là đối tác làm ăn của Kiệt. Mọi hợp đồng phim của Linh bị hủy khiến cô suy sụp hoàn toàn. Tối hôm đó, cô lẻn vào nhà Vinh đánh ông dã man. Vinh khai ra My là người gửi ông clip, trong điện thoại của Vinh cũng ghi âm cuộc trò chuyện với My. Linh lấy điện thoại Vinh và truy đuổi My. My thừa nhận đã bí mật copy clip từ điện thoại của Kiệt nên bị Linh giết ngay sau đó và quăng xác xuống sông. Điện thoại Vinh mà Linh đang giữ đột nhiên hiện tin nhắn của Thiện, cho thấy Thiện mới là kẻ đứng sau tạo mâu thuẫn giữa Linh và My suốt thời gian qua, việc Linh thần trí bất ổn cũng do Thiện cho Vinh lén bơm thuốc gây ảo giác vào bình nước nhà Linh, chứ không phải My dùng bùa hại.
Linh chạy đến nhà Thiện để giết ông nhưng cả 2 bị chết chung. Tin tức về cái chết của hai cô nàng Ý Linh-Trà My nhanh chóng được lan truyền trên mạng. Cảnh cuối của bộ phim là hình ảnh hạnh phúc bình dị của hai vợ chồng Hương khi đang chơi đùa với con và tập kịch sân khấu. Hương vứt một tờ báo vào sọt rác khi đọc xong nó, trong tờ báo đăng tin đạo diễn Lê Hùng dự định lấy câu chuyện của Ý Linh và Trà My ra để làm một bộ phim đình đám mang tên "Scandal".

## Diễn viên
- Vân Trang vai Ý Linh
- Maya vai Trà My
- Minh Thuận vai Thiện sản xuất
- Khương Ngọc vai Lê Hùng
- Dương Hoàng Anh vai Hoàng Kiệt
- Lan Phương vai Hương
- Đức Thịnh vai Đại
- Quyền Lộc vai Nhà báo Vinh
- Mai Thế Hiệp vai Quản lý của Trà My
- Dương Khắc Linh vai Nhạc sĩ Dương Khắc Linh
- Hồng Sáp vai Bà pháp sư
- Quách Hữu Lộc vai Phóng viên
- Hữu Tiến vai Đạo diễn sân khấu
- Lâm Lệ vai Thầy bùa

## Ca khúc trong phim
1. Xin đừng quay bước
2. Gone Gone Gone
3. Phiên bản khác
4. Trời ơi

Các ca khúc được sử dụng trong phim do Trang Pháp, Trà My Idol, Maya, Lê Cát Trọng Lý thể hiện. Âm nhạc phụ trợ bởi nhà soạn nhạc Christopher Wong.

## Giải thưởng
| Năm  | Lễ trao giải                       | Hạng mục                                           | Đề cử                                  | Kết quả   | Chú thích |
| ---- | ---------------------------------- | -------------------------------------------------- | -------------------------------------- | --------- | --------- |
| 2012 | Giải Cánh diều 2012                | Phim truyện điện ảnh xuất sắc                      | Scandal – Bí mật thảm đỏ               | Bằng khen | [ 2 ]     |
| 2012 | Giải Cánh diều 2012                | Giải Báo chí - phê bình điện ảnh cho phim hay nhất | Scandal – Bí mật thảm đỏ               | Đoạt giải | [ 2 ]     |
| 2012 | Giải Cánh diều 2012                | Nữ diễn viên phụ xuất sắc nhất                     | Maya                                   | Đoạt giải | [ 2 ]     |
| 2012 | Men of the year 2012               | Êkip hoàn hảo                                      | Victor Vũ, Vân Trang, Maya, Minh Thuận | Đoạt giải | [ 3 ]     |
| 2012 | Men of the year 2012               | Babe of the Year                                   | Maya                                   | Đoạt giải | [ 3 ]     |
| 2013 | Liên hoan phim Việt Nam lần thứ 18 | Bông Sen Vàng cho phim truyện điện ảnh             | Scandal – Bí mật thảm đỏ               | Đoạt giải | [ 4 ]     |
| 2013 | Liên hoan phim Việt Nam lần thứ 18 | Nữ diễn viên chính xuất sắc                        | Vân Trang                              | Đoạt giải | [ 4 ]     |

## Phê bình nghệ thuật
- Nguyên Minh, VnExpress: "Scandal thuộc dòng phim ly kỳ hồi hộp nên có một câu chuyện u ám, tăm tối tạo cảm giác căng thẳng và không kém phần tò mò... Phim có nhiều cảnh quay rùng rợn, táo bạo với những pha bất ngờ đột ngột làm cho những ai yếu bóng vía sẽ phải giật mình khi đang theo dõi.... Hình ảnh, âm thanh, màu sắc, ánh sáng trong phim đều được làm trau chuốt, cẩn thận. Bối cảnh trong phim khá đơn giản nhưng lại rất đẹp và gợi cảm giác..... Sau những bộ phim được làm quá hời hợt, kém chất lượng của điện ảnh Việt Nam từ đầu năm tới nay thì một tác phẩm chỉn chu, kỹ lưỡng về mọi mặt như Scandal rất đáng để trân trọng, đáng để nhận được những lời khen. Mỗi bộ phim mới của Victor Vũ đều cho thấy sự "lên tay" của anh và cái tâm của một đạo diễn muốn hướng người xem lên một tầm cao hơn. Vẫn là những bộ phim có tính giải trí cao, có đủ những thứ hấp dẫn trên màn ảnh, từ diễn viên - trang phục - bối cảnh - âm nhạc nhưng phải có thông điệp rõ ràng và đi đến tận cùng cảm xúc chứ không được rẽ vào lối mòn làm phim qua loa, nửa vời, đẩy mạnh PR để moi tiền khán giả "bình dân" như tư duy của nhiều đạo diễn bây giờ. Chính những chuẩn mực làm nghề đó đã tạo nên thương hiệu của Victor Vũ - đạo diễn của "những bộ phim siêu thị" (một khái niệm hóm hỉnh mà vị đạo diễn này đã đưa ra trong Scandal)".[5]
- Đạo diễn Vũ Ngọc Đãng: "Không phải khai thác đề tài gì hay kinh phí thế nào mà quan trọng nhất là câu chuyện đó ra sao và bản lĩnh dẫn dắt của đạo diễn như thế nào. Phim Việt hễ nghệ thuật thì thường bi kịch hóa còn hài thì lại nhảm quá lố. Tôi cho rằng làm được như Scandal của Victor Vũ là một bước chuyển đáng ghi nhận".[6]